# Diretas Já
Diretas Já (expression portugaise, prononcée [diˈɾɛtɐʃ ˈʒa], qui signifie « des élections directes maintenant »), est le nom attribué à un mouvement populaire brésilien réclamant des élections présidentielles directes, en 1983 et 1984. Le Brésil était alors gouverné par une junte militaire. Il contribue à mettre un terme au régime dictatorial en place depuis 1964, qui prend fin l'année suivante.

## Contexte
En janvier 1983, le député Dante de Oliveira propose un amendement à la Constitution brésilienne afin de permettre l’élection du président de République au suffrage direct. Ce projet, auquel la junte au pouvoir s’oppose, est soutenu par une vaste campagne populaire qui prend le nom de « diretas já ».

## Déroulement
Des manifestations et rassemblement ont lieu dans plusieurs villes du pays. Les Brésiliens défilent en jaune, signe de ralliement choisi. Le premier rassemblement a lieu le 31 mars 1983 à Abreu e Lima, dans l'État fédéré de Pernambouc. Un millier de personnes se rassemblent. D'autres suivent, et le mouvement prend de l'ampleur à la fin de l'année 1983 (15 000 manifestants à São Paulo le 27 novembre). Il s'amplifie dès janvier 1984 : 40 000 manifestants à Curitiba, 300 000 à São Paulo et s'étend dès lors à de nombreuses villes des États fédérés de Pernambouc (Olinda) et Sao Paulo (Campinas), puis à d'autres États fédérés tels le Paraná (Ponta Grossa), l'Espírito Santo (Vitória), le Paraíba (João Pessoa), ou encore Bahia (Salvador). Le mouvement s'amplifie jusqu'en avril et atteint à São Paulo, selon les organisateurs, 1 000 000 puis 1 500 000 manifestants, respectivement les 10 et 16 avril 1984.
Le régime déclare l'état d'urgence pendant soixante jours, ce qui lui permet de prendre un certain nombre de mesures pour tenter de mettre fin au mouvement.

## Personnalités soutenant le mouvement
Plusieurs personnalités brésiliennes soutiennent ce mouvement. Parmi elles se trouvent notamment le footballeur Sócrates et le Sport Club Corinthians Paulista dans le cadre de l'expérience de démocratie corinthiane, Lula, Xuxa, Ulysses Guimarães.  

Sócrates, en faveur de la démocratie
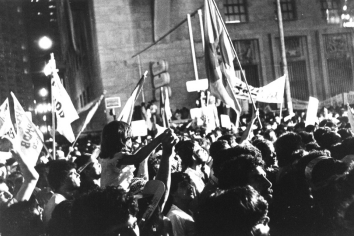
Manifestation lors du mouvement Diretas Já
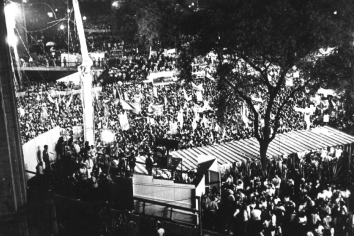
Manifestation lors du mouvement Diretas Já
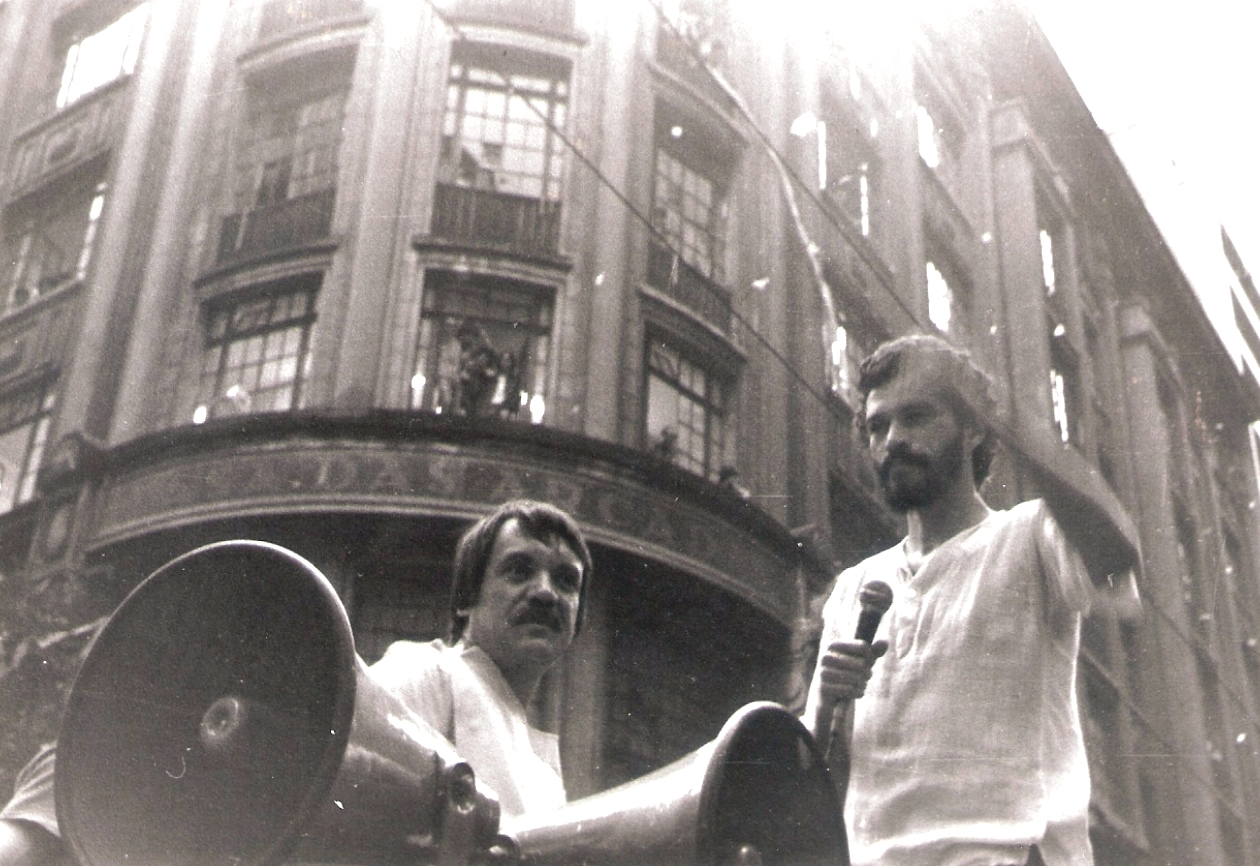
Sócrates participant à une action de Diretas Já en 1984.